# Bertya sharpeana
Bertya sharpeana är en törelväxtart som beskrevs av Gordon P. Guymer. Bertya sharpeana ingår i släktet Bertya och familjen törelväxter. Inga underarter finns listade i Catalogue of Life.